# Cactoideae
Cactoideae su najveća potporodica kaktusa (Cactaceae). Mogu biti sićušni, veliki samo jedan centimetar, ili visoki do 20 metara kao Pachycereus. Podijeljeni su na 12 plemena (tribusa) s oko 1300 vrsta.

## Tribusi, podtribusi i rodovi
Subfamilia Cactoideae Eaton
1. Tribus Blossfeldieae Crozier
  1. Blossfeldia Werderm. (1 sp.)
2. Tribus Cacteae Rchb.
  1. Geohintonia Glass & W. A. Fitz Maur. (1 sp.)
  2. Aztekium Boed. (1 sp.)
  3. ×Aztekonia Mottram (0 sp.)
  4. Echinocactus Link & Otto (5 spp.)
  5. Astrophytum Lem. (6 spp.)
  6. Sclerocactus Britton & Rose (24 spp.)
  7. Kroenleinia Lodé (1 sp.)
  8. Bisnaga Orcutt (4 spp.)
  9. Parrycactus Doweld (5 spp.)
  10. Leuchtenbergia Hook. (1 sp.)
  11. Ferocactus Britton & Rose (20 spp.)
  12. Stenocactus (K. Schum.) A. Berger (9 spp.)
  13. Thelocactus (K. Schum.) Britton & Rose (12 spp.)
  14. Pediocactus Britton & Rose (9 spp.)
  15. Strombocactus Britton & Rose (2 spp.)
  16. Ariocarpus Scheidw. (7 spp.)
  17. Kadenicarpus Doweld (3 spp.)
  18. Turbinicarpus (Backeb.) Buxb. & Backeb. (13 spp.)
  19. Epithelantha (F. A. C. Weber) Britton & Rose (10 spp.)
  20. Obregonia Fric (1 sp.)
  21. Lophophora J. M. Coult. (3 spp.)
  22. Rapicactus Buxb. & Oehme (4 spp.)
  23. Acharagma (N. P. Taylor) A. D. Zimmerman ex C. E. Glass (2 spp.)
  24. Cumarinia (Knuth) Buxb. (1 sp.)
  25. Mammillaria Haw. (142 spp.)
  26. Ortegocactus Alexander (1 sp.)
  27. Cochemiea (K. Brandegee) Walton (40 spp.)
  28. Pelecyphora C. Ehrenb. (20 spp.)
  29. Coryphantha (Engelm.) Lem. (43 spp.)
3. Tribus Copiapoeae Doweld
  1. Copiapoa Britton & Rose (31 spp.)
4. Tribus Calymmantheae R. S. Wallace
  1. Calymmanthium F. Ritter (1 sp.)
  2. Lymanbensonia Kimnach (5 spp.)
5. Tribus Fraileeae ined.
  1. Frailea Britton & Rose (19 spp.)
6. Tribus Rhipsalideae DC.
  1. Rhipsalis Gaertn. (43 spp.)
  2. Lepismium Pfeiff. (6 spp.)
  3. Schlumbergera Lem. (7 spp.)
  4. Hatiora Britton & Rose (5 spp.)
7. Tribus Notocacteae Buxb.
  1. Rimacactus Mottram (1 sp.)
  2. Yavia R. Kiesling & Piltz (1 sp.)
  3. Neowerdermannia Fric (2 spp.)
  4. Eriosyce Phil. (67 spp.)
  5. Parodia Speg. (75 spp.)
8. Tribus Cereeae Salm-Dyck
  1. Subtribus Uebelmanniinae N. P. Taylor
    1. Uebelmannia Buining (3 spp.)

  2. Subtribus Aylosterinae N. P. Taylor
    1. Aylostera Speg. (10 spp.)

  3. Subtribus Rebutiinae Donald
    1. Rebutia K. Schum. (4 spp.)
    2. Browningia Britton & Rose (10 spp.)
    3. Weingartia Werderm. (25 spp.)

  4. Subtribus Gymnocalyciinae N. P. Taylor
    1. Gymnocalycium Pfeiff. (66 spp.)

  5. Subtribus Trichocereinae Buxb.
    1. Reicheocactus Backeb. (1 sp.)
    2. Harrisia Britton (17 spp.)
    3. Echinopsis Zucc. (19 spp.)
    4. ×Leucomoza M. H. J. van der Meer (0 sp.)
    5. Setiechinopsis (Backeb.) de Haas (1 sp.)
    6. Soehrensia Backeb. (23 spp.)
    7. Lobivia Britton & Rose (28 spp.)
    8. Trichocereus (A. Berger) Riccob. (4 spp.)
    9. Leucostele Backeb. (13 spp.)
    10. Chamaecereus Britton & Rose (5 spp.)
    11. Acanthocalycium Backeb. (5 spp.)
    12. Cleistocactus Lem. (19 spp.)
    13. Espostoa Britton & Rose (10 spp.)
    14. Lasiocereus Ritter (2 spp.)
    15. ×Haagespostoa G. D. Rowley (0 sp.)
    16. Oreocereus (A. Berger) Riccob. (8 spp.)
    17. Cremnocereus M. Lowry, Winberg & Gut. Romero (1 sp.)
    18. Haageocereus Backeb. (10 spp.)
    19. Borzicactus Riccob. (23 spp.)
    20. Matucana Britton & Rose (24 spp.)
    21. Mila Britton & Rose (1 sp.)
    22. Pygmaeocereus H. Johnson & Backeb. (2 spp.)
    23. Rauhocereus Backeb. (1 sp.)
    24. Weberbauerocereus Backeb. (7 spp.)
    25. Arthrocereus (A. Berger) A. Berger (5 spp.)

  6. Subtribus Cereinae Britton & Rose
    1. Stetsonia Britton & Rose (1 sp.)
    2. Praecereus Buxb. (2 spp.)
    3. Cereus Mill. (34 spp.)
    4. Facheiroa Britton & Rose (8 spp.)
    5. Espostoopsis Buxb. (1 sp.)
    6. Micranthocereus Backeb. (8 spp.)
    7. Discocactus Pfeiff. (17 spp.)
    8. Melocactus Link & Otto (42 spp.)
    9. Coleocephalocereus Backeb. (11 spp.)
    10. Arrojadoa Britton & Rose (15 spp.)
    11. Cipocereus F. Ritter (4 spp.)
    12. Pilosocereus Byles & G. D. Rowley (54 spp.)
    13. Xiquexique Lavor, Calvente & Versieux (4 spp.)
9. Tribus Basal Cactoideae I
  1. Subtribus Eulychniinae ined.
    1. Eulychnia Phil. (6 spp.)
    2. Austrocactus Britton & Rose (17 spp.)

  2. Subtribus Pfeifferinae S. A. Volgin
    1. Pfeiffera Salm-Dyck (6 spp.)

  3. Subtribus Corryocactinae Buxb.
    1. Corryocactus Britton & Rose (15 spp.)
    2. Jasminocereus Britton & Rose (1 sp.)
    3. Brachycereus Britton & Rose (1 sp.)
10. Tribus Hylocereeae (Britton & Rose) Buxb.
  1. Acanthocereus (A. Berger) Britton & Rose (16 spp.)
  2. Aporocactus Lem. (2 spp.)
  3. Weberocereus Britton & Rose (8 spp.)
  4. Selenicereus (Berger) Britton & Rose (31 spp.)
  5. Pseudorhipsalis Britton & Rose (6 spp.)
  6. Epiphyllum Haw. (10 spp.)
  7. Disocactus Lindl. (14 spp.)
11. Tribus Phyllocacteae Salm-Dyck
  1. Armatocereus Backeb. (7 spp.)
  2. Castellanosia Cárdenas (1 sp.)
  3. Leptocereus (A. Berger) Britton & Rose (19 spp.)
  4. Neoraimondia Britton & Rose (2 spp.)
  5. Strophocactus Britton & Rose (4 spp.)
  6. Deamia Britton & Rose (3 spp.)
12. Tribus Pachycereeae Buxb.
  1. Subtribus Echinocereinae Britton & Rose
    1. Echinocereus Engelm. (71 spp.)
    2. Stenocereus (A. Berger) Riccob. (24 spp.)
    3. Myrtillocactus Console (7 spp.)

  2. Subtribus Pachycereinae Buxb.
    1. Peniocereus (A. Berger) Britton & Rose (9 spp.)
    2. Pachycereus (A. Berger) Britton & Rose (12 spp.)
    3. Carnegiea Britton & Rose (1 sp.)
    4. Marginatocereus (Backeb.) Backeb. (1 sp.)
    5. Bergerocactus Britton & Rose (1 sp.)
    6. ×Pacherocactus G. D. Rowley (0 sp.)
    7. Cephalocereus Pfeiff. (13 spp.)

## Vanjske poveznice
- Plant Biodiversity Conservatory and Research Core